# Lavia frons
Lavia frons — вид рукокрилих родини Несправжні вампіри.

## Середовище проживання
Країни поширення: Бенін, Буркіна-Фасо, Бурунді, Камерун, Центрально-Африканська Республіка, Чад, Демократична Республіка Конго, Кот-д'Івуар, Еритрея, Ефіопія, Габон, Гамбія, Гана, Гвінея, Гвінея-Бісау, Кенія, Малі, Нігер, Нігерія, Руанда, Сенегал, Сьєрра-Леоне, Сомалі, Судан, Танзанія, Того, Уганда, Замбія. Вид широко поширений на південь від Сахари в прибережних місцеперебуваннях в низинних акацієвих лісах, чагарниках і колючих саванах. Це, як правило низовинний вид, що мешкає нижче 2000 м над рівнем моря.

## Морфологія
Морфометрія. Голова і тіло довжиною 58—80 мм, видимого хвоста нема, передпліччя: 49—63 мм, вага: 28—36 гр.
Опис. Забарвлення блакитно-сіре, перламутрово-сіре, низ тіла зрідка бува жовтим. Вуха та крила червонувато-жовті.

## Поведінка
Як правило лаштує сідала поодинці в дуплах дерев, але був записаний сплячим у будівлях. Споживає, головним чином, комах. Самці і самиці утворюють пари в період розмноження і живляться на свої власній території. Єдине маля народжується на початку квітня на початку довгого сезону дощів. 

## Загрози та охорона
Здається, немає серйозних загроз для цього виду. Вид був записаний в багатьох охоронних територіях.